# Coelogyne odoardi
Coelogyne odoardi är en orkidéart som beskrevs av Rudolf Schlechter.
Coelogyne odoardi ingår i släktet Coelogyne och familjen orkidéer. Inga underarter finns listade i Catalogue of Life.